# NGC 3486
| Galáxia espiral NGC 3486 |                                                      |
|                          |                                                      |
| Dados do catálogo:       |                                                      |
| Classificação do objeto: | Sc II                                                |
| Brilho superficial       | 14,3                                                 |
| Massa (Sol=1)            | ----                                                 |
| Outras denominações:     | UGC 6079, MCG+05-26-032, H I-87, h 805, GC 2274, etc |

NGC 3486 é uma galáxia espiral localizada a cerca de vinte e nove milhões de anos-luz (aproximadamente 8,891 megaparsecs) de distância na direção da constelação do Leão Menor. Possui uma magnitude aparente de 10,3, uma declinação de +28º 58' 29" e uma ascensão reta de 11 horas, 00 minutos e 23,9 segundos.